# Jean Chalgrin
Jean-François-Thérèse Chalgrin (Paris, 1739 - Paris, 21 de Janeiro de 1811) foi um arquiteto francês, mais conhecido pelo seu projeto para o Arco do Triunfo, Paris.

## Biografia
Sua orientação neoclássica foi estabelecida a partir de seus primeiros estudos com o profeta do neoclassicismo Giovanni Niccolò Servandoni e com o clássicista radical Étienne-Louis Boullée, em Paris, e através de seu Prix de Rome temporária (Novembro de 1759 - Maio de 1763) como um pensionário na Academia Francesa em Roma. Seu período em Roma coincide com o fervente novo interesse no Classicismo através dos jovens franceses pensionnnaires, sob a influência de Giovanni Battista Piranesi e as publicações de Johann Joachim Winckelmann.

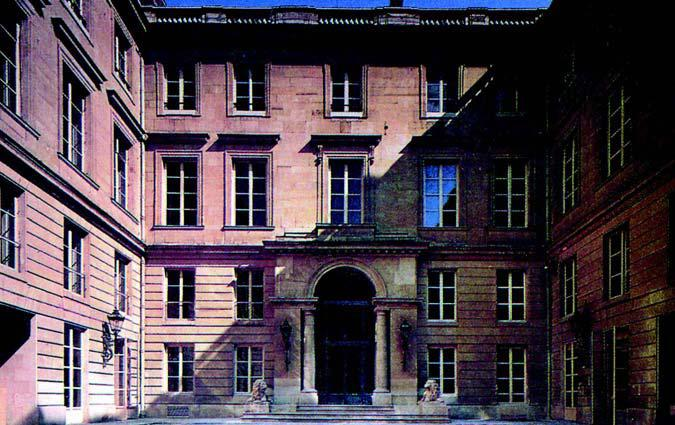
Fachada do Hôtel Saint-Florentin

Retornando à Paris, ele foi logo em seguida nomeado como inspetor de obras públicas para a cidade de Paris, sob a responsabilidade do arquiteto Pierre-Louis Moreau-Desproux, cujo tempo na Academia Francesa em Roma tinha lhe adquirido o novo estilo. Além disso, ele auxiliou na construção de um Hôtel particulier, o Hôtel Saint-Florentin de Ange-Jacques Gabriel, na rua Saint Florentin, onde Chalgrin foi capaz de projetar o portal neoclássico da Cour d'Honneur.

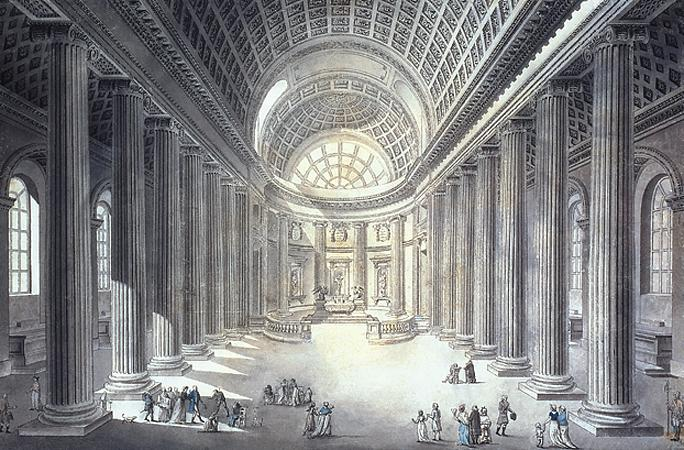
Interior da Igreja de Saint Philippe-du-Role

Em 1764, ele apresentou seu descompromissado plano neoclássico para a igreja de Saint Philippe-du-Role (1774 - 1784); sua colossal coluna de ordem jônica em corredores abobadados, que separava a nave abobadada da parte inferior, foram realizadas em torno da abside sem interrupções. Nessa igreja, que foi construída entre 1772-1784, ele revive o plano da basílica que não havia sido característica da arquitetura eclesiástica francesa desde o século XVI.
Em 1775, ele foi apontado como Primeiro Arquiteto do comte de Provence, irmão de Luís XVI; ele projetou o pavilhão do Condessa de Provence em Versalhes. Em 1779 ele foi apontado como principal projetista de outro irmão do rei, o Comte d'Artois.
Em 1777 Chalgrin remodelou parcialmente o interior da Igreja de São Sulpício, que possuía uma fachada completamente neoclássica projetada pelo seu mestre Servadoni, mais de 40 anos antes. Ele também projetou a caixa para o grande órgão.
Após a Revolução Francesa, Chalgrin estendeu o Collège de France e fez alterações no Palácio do Luxemburgo para adequá-lo ao seu novo uso para o Diretório.
O Arco do Triunfo foi comissionado por Napoleão para comemorar os vitoriosos exércitos do Império. O projeto estava em andamento quando Chalgrin morreu, e foi finalizado por Jean-Nicolas Huyot.
Chalgrin casou-se com Émilie, filha do pintor Claude Joseph Vernet, com quem teve um filho.

## Principais Trabalhos

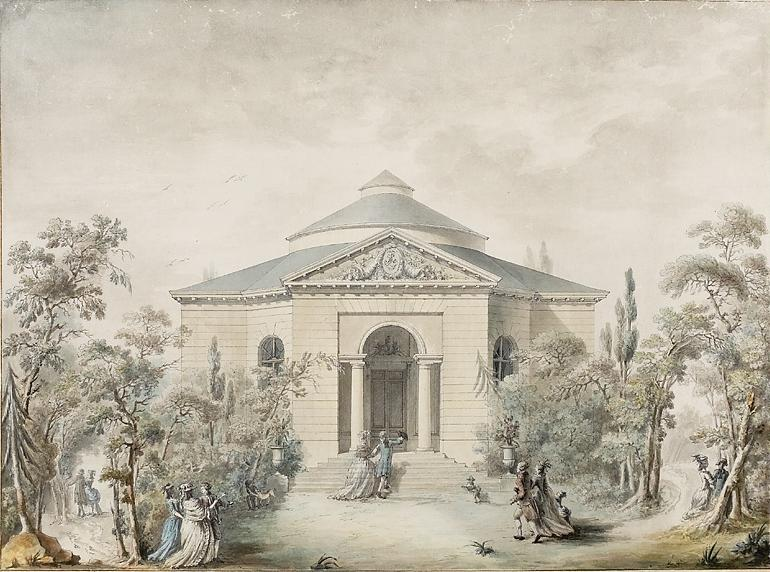
Pavilhão musical em Versalhes para a Condessa da França

- 1767-1769: Hôtel Saint-Florentin (chamado posteriormente de Hôtel de Langeac, que serviu de domicílio para Thomas Jefferson e 1785-1789 como Hôtel Talleyrand-Périgord), para o Conde de Saint-Florentin (demolido em 1842)[2]
- 1767-1770: Hôtel de Mademoiselle de Luzy (Paris, rue Férou)
- 1774-1780: Expansões no Collège de France (Paris, rue des Écoles )
- Terminado em 1775: Construção do projeto para habitações de Claude Nicolas Ledoux no Palácio de Versalhes para Madame du Barry e a Maria Josefina de Savoia.
- 1777-1780: Restauração da fachada e reconstrução da torre norte da Igreja de São Sulpício.
- ????-1780: Pavilhão musical para a Condessa da França em Versalhes.
- Terminado em 1785: Pavilhão e jardin à l'anglaise "Parc Balbi" (Em Versalhes e destruído em 1798).
- 1799-1805: Trabalhos no Palácio do Luxemburgo, a grande escadaria e o "Salon des Messagers d'État"
- 1806-1811: Completado após a morte de Chalgrin em 1836: Arco do Triunfo.
- Terminado em 1807: Restauração do Théâtre de l'Odéon em Paris.